# Дембо Олена Володимирівна
Олена Володимирівна Дембо (нар. 8 грудня 1983, Пенза) — грецька шахістка. Раніше проживала в Ізраїлі, а потім в Угорщині. Гросмейстер серед жінок (з 2001 року), міжнародний майстер (з 2003 року). Має один бал чоловічого гросмейстера.

## Життєпис
Батьки: Володимир Дембо, Надія Фокіна. У два з половиною роки Олена навчилася читати, а в трирічному віці грати в шахи. Коли Олені було 7 років, сім'я переїхала до Тель-Авіва, 14 — до Будапешта. У грудні 2003 року Олена переїхала до Афін, де 12 травня 2004 року одружилася з Сотірісом Логотетісом.
У 13 років Олена офіційно стала викладати шахи в 10-11 класах гімназії, отримуючи достойну зарплату від муніципалітету. Для цієї роботи її офіційно звільняли від уроків у школі, і вона йшла на роботу в гімназію, в сусідній район. Від 15-ти років вона дуже багато займається педагогічною шаховою діяльністю: її студенти — чоловіки і жінки.
Від 15 років займається шахової журналісткою: пише статті і аналізує партії для великих шахових журналів Німеччини, Угорщини, Чехії, Австрії, Італії, Греції і т.д

## Спортивні досягнення
8 медалей, завойованих на чемпіонатах світу та Європи (жіночих і дитячих, особистих і командних).
2000 рік — I місце в чоловічому міжнародному турнірі майстрів у Нойклостері (Німеччина);
2002 рік — чемпіонка Європи з рапіду серед дівчат до 20 років;
2003 рік — чемпіонка Угорщини серед жінок,
— I—II місця на жіночому міжнародному турнірі «Акрополіс» (Афіни, Греція),
— лідерка жіночої угорської національної збірної, що стала срібним призером командного чемпіонату Європи в Пловдіві (Болгарія);
2004 рік — перше місце на міжнародному жіночому гросмейстерському турнірі у Володимирі (Росія);
2005 рік — бронзова медаль в особистому чемпіонаті Європи серед жінок у Кишиневі (Молдова),
— виконання першої норми чоловічого гросмейстера в дуже сильному за складом міжнародному чоловічому турнірі в Гамбурзі (Німеччина);
2007 рік — ІІІ—V місця в чоловічому чемпіонаті Середземномор'я (на турнірі було 32 учасники і серед них — чимало гросмейстерів та міжнародних майстрів),
— ІІІ місце на міжнародному чоловічому турнірі (рапід) в Нова-Пазова (Сербія); на турнірі грало 152 шахісти, з них — 13 гросмейстерів, 16 міжнародних майстрів і 24 майстри ФІДЕ.
2008 рік — 2-7 місця на жіночому чемпіонаті Європи.
2010 — 2-7 місця на жіночому чемпіонаті Європи. Було 158 учасниць.
— 9-16 місця на жіночому чемпіонаті світу. Було 64 учасниці.
2011 — чоловічий чемпіонат Європи: була зареєстрована 183-ю за рейтингом, поділила у чемпіонаті з 71 по 123, а точніше — стала 104-ю. Показала найкращий результат серед жінок, за винятком Полгар. Випередила Чміліте, А. Музичук, Жукову. Вперше в житті набравши 4 очка з 8 в партіях проти гросмейстерів із середнім рейтингом 2600. Загальний результат — 6.5 з 11.

## Зміни рейтингу
| На цьому місці має відображатися графік чи діаграма, однак з технічних причин його відображення наразі вимкнено. Будь ласка, не видаляйте код, який викликає це повідомлення. Розробники вже працюють для того, щоби відновити штатне функціонування цього графіка або діаграми. | |
| | На цьому місці має відображатися графік чи діаграма, однак з технічних причин його відображення наразі вимкнено. Будь ласка, не видаляйте код, який викликає це повідомлення. Розробники вже працюють для того, щоби відновити штатне функціонування цього графіка або діаграми. |